# Staatsmeisterschaft von Amapá (Frauenfußball)
Die Staatsmeisterschaft von Amapá für Frauenfußball (portugiesisch Campeonato Amapaense de Futebol Feminino) ist die seit 2007 von der Federação Amapaense de Futebol (FAF) ausgetragene Vereinsmeisterschaft im Frauenfußball des Bundesstaates Amapá in Brasilien.
Die Staatsmeisterschaft wurde 2007 von der FAF etabliert um einen Teilnehmer für die in jenem Jahr erstmals ausgerichtete Copa do Brasil Feminino zu ermitteln. Seit 2017 wird über sie die Qualifikation für die brasilianischen Meisterschaft der Frauen entschieden, zuerst für deren zweite Liga (Série A2) und seit 2021 für die dritte Liga (Série A3).

## Meisterschaftshistorie

### Ehrentafel der Gewinner
| 0       |                                             |
| 8 Titel | Oratório RC (Macapá)                        |
| 3 Titel | Ypiranga Clube (Macapá)                     |
| 2 Titel | Rio Norte FC (Macapá)                       |
| 1 Titel | AD Calçoene (Calçoene) Santana EC (Santana) |

### Chronologie der Meister
| Saison | Meister                          | Vizemeister                      | Torschützenkönigin               |        |
| ------ | -------------------------------- | -------------------------------- | -------------------------------- | ------ |
| 2007   | Rio Norte FC                     | ?                                | ?                                |        |
| 2008   | Rio Norte FC                     | Santos FC                        | ?                                |        |
| 2009   | Oratório RC                      | Trem DC                          | ?                                |        |
| 2010   | Oratório RC                      | Trem DC                          | ?                                |        |
| 2011   | Oratório RC                      | São Paulo FC                     | ?                                |        |
| 2012   | AD Calçoene                      | Santana EC                       | ?                                | [ 1 ]  |
| 2013   | Meisterschaft nicht ausgetragen. | Meisterschaft nicht ausgetragen. | Meisterschaft nicht ausgetragen. | [ 2 ]  |
| 2014   | Meisterschaft nicht ausgetragen. | Meisterschaft nicht ausgetragen. | Meisterschaft nicht ausgetragen. |        |
| 2015   | Oratório RC                      | Rio Norte FC                     | ?                                | [ 3 ]  |
| 2016   | Oratório RC                      | Rio Norte FC                     | ?                                |        |
| 2017   | Santana EC                       | Oratório RC                      | ?                                | [ 4 ]  |
| 2018   | Oratório RC                      | Rio Norte FC                     | ?                                | [ 5 ]  |
| 2019   | Oratório RC                      | EC Macapá                        | ?                                | [ 6 ]  |
| 2020   | Oratório RC                      | EC Macapá                        | ?                                |        |
| 2021   | Ypiranga Clube                   | Oratório RC                      | ?                                | [ 7 ]  |
| 2022   | Meisterschaft nicht ausgetragen. | Meisterschaft nicht ausgetragen. | Meisterschaft nicht ausgetragen. | [ 8 ]  |
| 2023   | Ypiranga Clube                   | EC Macapá                        | ?                                | [ 9 ]  |
| 2024   | Ypiranga Clube                   | Trem DC                          | ?                                | [ 10 ] |